# Марк Помпоний Матон
Вижте пояснителната страница за други личности с името Марк Помпоний.
Марк Помпоний Матон (на латински: Marcus Pomponius Matho) e политик на Римската република през 3 век пр.н.е.

## Биография
Син е на Марк Помпоний Матон и брат на Маний Помпоний Матон (консул 233 пр.н.е.).
През 231 пр.н.е. Марк Помпоний Матон е избран за консул заедно с Гай Папирий Мазон. Те се бият против бунтуващите се сарди. През 217 пр.н.е. е претор.
Умира през 204 пр.н.е. като авгур и децемвир sacrorum.